# 坂町立町民交流センター
坂町立町民交流センター（さかちょうりつちょうみんこうりゅうセンター）は、広島県安芸郡坂町にある屋内文化施設。
2014年開場よりサンスターが命名権を取得し「Sunstar Hall（サンスターホール）」とし、坂町公式にもこの名称が用いられている。
そして2024年8月に坂町に本社を置くシモハナ物流が命名権を獲得したことにより、同年9月にシモハナホールと名称が変更された。

## 概要
旧坂町民体育館の老朽化に伴い、同地に文化・スポーツ活動そして災害避難場所として用いる事ができる多目的屋内施設として建て替えられたもので、サンスター創業者の金田邦夫が坂町出身であることが縁で同社が命名権を買い取り「サンスターホール」として2014年開場した。
竣工記念行事は2014年9月9日に行われる予定だったが諸般の事情により中止となった。開場記念として、同年10月10日NHKラジオ第1放送「ふるさと自慢うた自慢」公開録音が行われた。
2023年6月18日にはNHK総合ののど自慢が公開収録された。
この周囲には坂町立坂小学校や坂公民館があり、坂町立坂中学校の文化祭や、坂町立坂小学校の音楽祭などで使われている。

## 管理施設
以下、主なもののみ列挙する
- アリーナ
  - 約1,140平方メートル 32m×34.8m☓12.5m
  - バレーボール2面（公式試合用には1面）、バスケットボール1面、バドミントン6面、卓球台12台分など
  - 電動式移動観覧席 1,010席
  - アリーナ上部ギャラリー席 200席
- 交流スペース
  - 11m×16m
- ピアノ室
  - 萩原麻未が選定したフルコンサートピアノが置かれている。
- 他、会議室4室、控室4室、更衣室、シャワー室などがある
- 駐車場
  - 72台分、電気自動車用充電器あり

## 交通
- JR呉線 坂駅下車、徒歩約10分
- 坂町循環バス坂公民館前バス停下車
- 広島呉道路坂北インターチェンジから車で約3分